# Мусије Емилијан
Луције Мусије Емилијан (умро 261. или 262. године) био је римски узурпатор.
Мусије Емилијан је био вероватно италског порекла. Био је официр у римској војсци у време царева Филипа Арабљанина и Валеријана. Под Валеријаном је постао и префект Египта. Подржао је устанак Макријана Мајора и његовог сина против Галијена. После Макријановог пораза, Мусије Емилијан је подигао устанак. 
Галијен је послао једног свог војсковођу против Мусија. После кратке борбе Мусије је био заробљен и касније убијен у затвору.